# Grozești, Nisporeni
Grozești este un sat din raionul Nisporeni, Republica Moldova.
Este menționat documentar la 11 august 1479 într-un hrisov semnat de Ștefan cel Mare la Suceava. Descălecătorul satului Grozești a fost Giurgiu Grozescu.

## Administrație și politică
Componența Consiliului local Grozești (11 consilieri), ales la 5 noiembrie 2023, este următoarea:
|  | Partid                                      | Consilieri | Componență | Componență | Componență | Componență | Componență |
|  | ------------------------------------------- | ---------- | ---------- | ---------- | ---------- | ---------- | ---------- |
|  | Partidul Social Democrat European           | 5          |            |            |            |            |            |
|  | Partidul Acțiune și Solidaritate            | 5          |            |            |            |            |            |
|  | Partidul Comuniștilor din Republica Moldova | 1          |            |            |            |            |            |

## Personalități locale
- Marius Porumb (n. 1943), critic și istoric de artă
- Mina Dobzeu, ieromonah
- Gheorghe Savin, om de știință
- Dimitrie Bogos, om politic
- Alexei Drajinschi,  paroh
- Vlad Plahotniuc, politician și om de afaceri